# 埃尔夫拉斯诺
埃尔夫拉斯诺，是西班牙阿拉贡自治区萨拉戈萨省的一个市镇。 总面积49平方公里，总人口547人（2001年），人口密度11人/平方公里。